# .eg
.eg to domena internetowa przypisana dla stron internetowych z Egiptu. Została utworzona 30 listopada 1990. Zarządza nią Egyptian Universities Network (arab. ‏شبكة الجامعات المصرية‎, Šabakat al-Ǧāmiʿāt al-Miṣriyya).